# Dorothy Helen Rayner
Dorothy Helen Rayner (3 de febrero de 1912-31 de diciembre de 2003) fue una geóloga británica que se convirtió en una autoridad en la estratigrafía de las islas británicas mientras trabajaba en la Universidad de Leeds. Fue galardonada con la prestigiosa Medalla Lyell de la Sociedad Geológica de Londres en 1975, por sus contribuciones al campo.

## Biografía
Rayner nació en Teddington, Middlesex, fue la segunda de los tres hijos de Edwin Rayner, figura principal del National Physical Laboratory, y su esposa Agnes. Fue educada en Bedales School, luego llevó el curso de Ciencias Naturales en el Girton College de la Universidad de Cambridge, donde se graduó de licenciatura en 1935. Realizó investigaciones sobre paleontología de vertebrados de 1936 a 1938, principalmente en Cambridge, pero también en el University College London. Obtuvo su doctorado de Cambridge en 1938.
Aceptó un puesto de profesora en el departamento de Geología de la Universidad de Leeds en 1939, que debido a las exigencias de la guerra estaba comprendido por solo tres personas. Enseñó estratigrafía y paleontología desde entonces hasta la década de 1960. Fue ascendida a profesora titular a principios de los años sesenta. Después de la publicación de The Stratigraphy of the British Isles, fue reconocida como una autoridad principal en el campo y era consultada con gran frecuencia en asuntos de procedimientos estratigráficos. Rayner finalmente se retiró de la docencia en 1977, habiendo pasado toda su carrera en Leeds.
Rayner estuvo estrechamente asociada con la Yorkshire Geological Society, como editora principal de Society's Proceedings de 1958 a 1968 y como presidenta de 1969 a 1970. Junto con J. E. Hemingway, fue coeditora del libro The Geology and Mineral Resources de Yorkshire en 1974. Fue elegida Miembro de Honorario en 1974 y recibió la Medalla Sorby en 1977. También recibió la Medalla Clough de la Edinburgh Geological Society en 1973 y la Medalla Lyell de la Sociedad Geológica de Londres en 1975. Además fue miembro de la Geologists' Association durante 66 años, de 1936 hasta su muerte.
Después de su jubilación combinó su amor por la botánica con sus habilidades topográficas para crear mapas de distribución de plantas de Harlow Carr Gardens, cerca de Harrogate, para la Royal Horticultural Society.
Rayner murió el 31 de diciembre de 2003, después de sufrir un derrame cerebral en su casa en Leeds, West Yorkshire.